# Hohliebe
Hohliebe (auch berndeutsch Hohliebi) ist ein Quartier der Stadt Bern. Es gehört zu den 2011 bernweit festgelegten 114 gebräuchlichen Quartieren und liegt im Stadtteil VI Bümpliz-Oberbottigen, dort im statistischen Bezirk Bümpliz.  Angrenzend sind die Bümplizer Quartiere Weidmatt und Wangenmatt. Im Südosten grenzt es an den Könizbergwald im Stadtteil III Mattenhof-Weissenbühl. Im Süden bildet es die Stadtgrenze von Bern zu Niederwangen.
Im Jahr 2022 betrug die Wohnbevölkerung 374 Personen, davon 227 Schweizer und 147 Ausländer.
Hohliebe ist vor allem ein Wohngebiet mit Mehrfamilienhäusern. Nördlich der Freiburgstrasse setzt sich die Industriebebauung von Weidmatt fort. Die Buslinie 27 fungiert als Zubringer zu Bahn und Strassenbahn Richtung Zentrum. Über den nahen Autobahnanschluss Niederwangen ist das Quartier an die Autobahn A12 des Schweizer Nationalstrassennetzes angeschlossen.